# Gare de Béning
Pour les articles homonymes, voir Béning.
La gare de Béning est une gare ferroviaire française des lignes de Rémilly à Stiring-Wendel et de Haguenau à Hargarten - Falck. Elle est située sur le territoire de la commune de Béning-lès-Saint-Avold, dans le département de Moselle en région Grand Est.
Elle est mise en service en 1865. C'est une gare de la Société nationale des chemins de fer français (SNCF) desservie par des trains régionaux TER Grand Est.

## Situation ferroviaire
Établie à 213 mètres d'altitude, la gare de bifurcation de Béning est située au point kilométrique (PK) 38,913 de la ligne de Rémilly à Stiring-Wendel, entre les gares ouvertes de Hombourg-Haut et de Forbach, et au PK 106,325 de la Ligne de Haguenau à Hargarten - Falck, entre les gares de gare de Farébersviller (ouverte) et de Merlebach-Freyming (fermée).

## Histoire
La gare de Béning est mise en service le 16 décembre 1865, lors de l'ouverture à l'exploitation de la section de Sarreguemines à Béning. La nouvelle gare est créée au point d'embranchement avec la ligne déjà en service qui permet d'aller de Metz à Forbach.
Le bâtiment voyageurs d'origine, comme tous ceux construits sur la ligne de Frouard à Forbach, est dû à l'architecte Léon Charles Grillot. Constitué à l'origine d'un corps central à pignons latéraux encadré par deux ailes hautes comportant une seule travée. L'aile de gauche a plus tard été démolie (avant 1914) au profit d'une aile basse de six travées qui a à un moment été dotée d'une marquise de quai. Une bâtisse à étage de cinq travées a également été réalisée sur la droite. Détruite par les bombardements de 1944, la gare est remplacée par une construction provisoire en bois jusqu'à la construction d'une nouvelle gare en 1958. Le 29 mars 1974 a lieu le dernier parcours commercial de la SNCF en traction vapeur, un train de Béning à Sarreguemines remorqué par une 141 R. La gare est rénovée en 1985 ; elle est alors la 5e gare la plus importante de France en termes de tonnages expédiés et même la 2e pour ce qui est du charbon.

## Fréquentation
De 2015 à 2024, selon les estimations de la SNCF, la fréquentation annuelle de la gare s'élève aux nombres indiqués dans le tableau ci-dessous.
| Année     | 2015    | 2016    | 2017    | 2018    | 2019    | 2020   | 2021    | 2022    | 2023    | 2024    |
| --------- | ------- | ------- | ------- | ------- | ------- | ------ | ------- | ------- | ------- | ------- |
| Voyageurs | 127 840 | 119 276 | 126 267 | 108 518 | 130 046 | 77 404 | 109 573 | 145 080 | 158 615 | 161 674 |

## Service des voyageurs

### Accueil
Gare SNCF, elle dispose d'un bâtiment voyageurs, avec guichets, ouvert tous les jours. Elle est équipée d'automates pour l'achat de titres de transport TER. Elle dispose d'aménagement, équipements et services pour les personnes à la mobilité réduite.

### Desserte
Béning est desservie par des trains régionaux TER Grand Est des relations Metz-Ville - Sarrebruck et Bitche (ligne 15) - Béning (ligne 17).

### Intermodalité
Un parking pour les véhicules y est aménagé.